# Augustin Fresnel

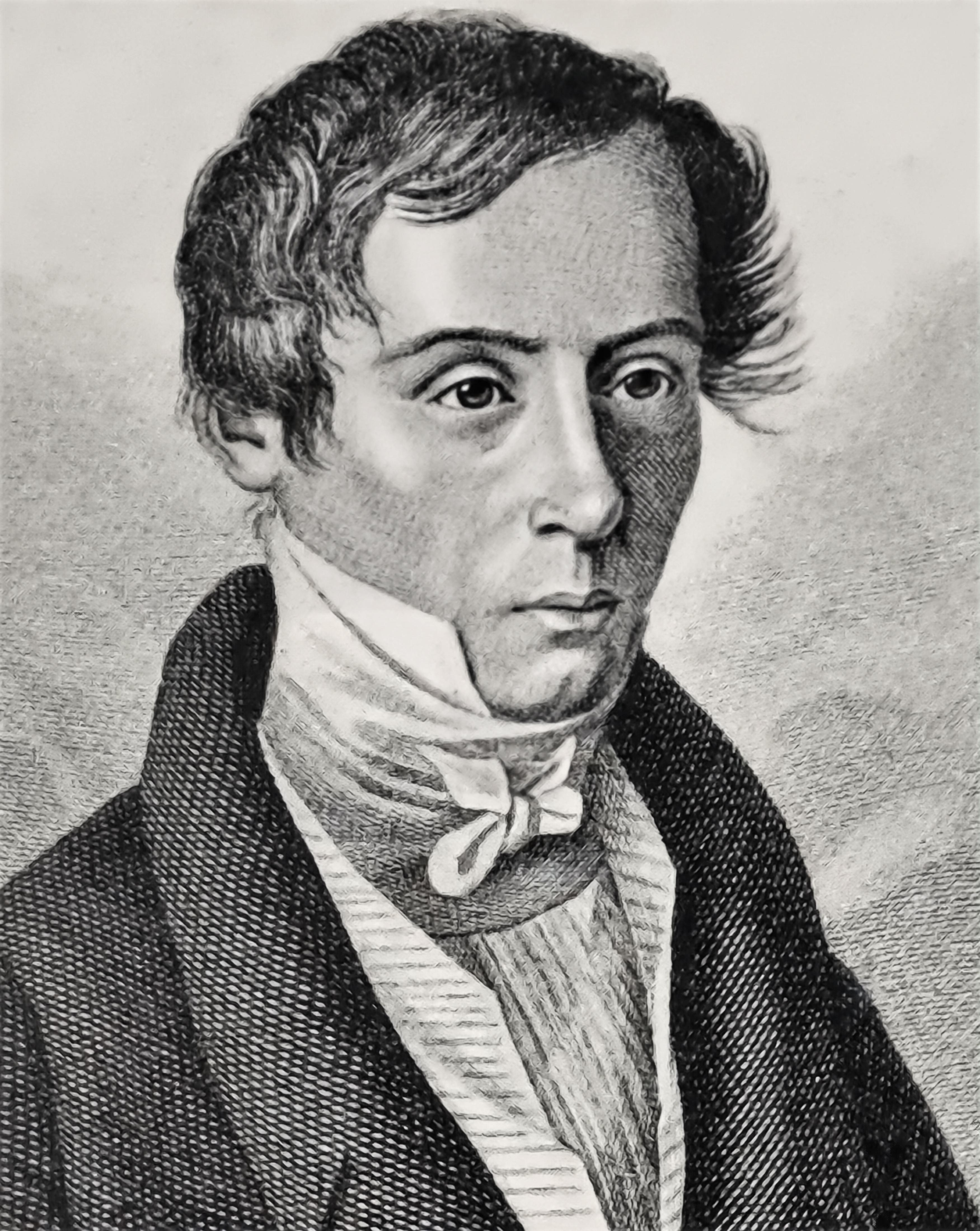
Augustin Jean Fresnel

Augustin Jean Fresnel [oɡysˈtɛ̃ ʒɑ̃ fʀɛˈnɛl] (* 10. Mai 1788 in Broglie, heute im Département Eure; † 14. Juli 1827 in Ville-d’Avray bei Paris) war ein französischer Physiker und Ingenieur, der wesentlich zur Begründung der Wellentheorie des Lichts und zur Optik beitrug. Er studierte sowohl theoretisch als auch experimentell das Verhalten von Licht.

## Leben

Oeuvres complètes, 1866

Fresnel war Sohn eines Architekten und litt als Kind unter einer starken Lernschwäche, sodass er mit neun Jahren noch nicht lesen konnte. Mit dreizehn trat er in die École Centrale in Caen ein, und mit sechzehneinhalb in die École polytechnique, die er mit Auszeichnung des Ingenieurs absolvierte. Dann ging er zur École nationale des ponts et chaussées. Er arbeitete als Ingenieur für die Departements Vendée, Drôme und Ille-et-Vilaine. Da er aber die Bourbonen unterstützt hatte, verlor er 1814 seine Anstellung, als Napoleon wieder an die Macht kam, und wurde für kurze Zeit verhaftet. Bei der zweiten Restauration der Monarchie erhielt er einen Posten als Ingenieur in Paris, wo er einen Großteil seines übrigen Lebens verbrachte.
Seine Forschungen in der Optik, die er bis zu seinem Tode fortführte, scheinen um das Jahr 1814 begonnen zu haben, als er einen Artikel über die Aberration von Licht vorbereitete, der allerdings nicht veröffentlicht wurde. 1818 schrieb er einen Artikel über Beugung, für den er im darauffolgenden Jahr den Preis der Académie des sciences in Paris erhielt (siehe auch Poisson-Fleck). 1823 wurde er einstimmig zum Mitglied der Akademie gewählt. 1825 wurde er als Foreign Member in die Royal Society in London gewählt, von der ihm 1824 die Rumford-Medaille verliehen wurde. 1819 wurde er zum Sekretär der Kommission für Leuchttürme ernannt, für die er erstmals Fresnellinsen als Ersatz für die bis dahin benutzten Spiegel konstruierte. Er starb nahe Paris an Tuberkulose.
Die Wellentheorie des Lichts, erstmals von Thomas Young experimentell demonstriert, wurde zu einer großen Klasse von optischen Phänomenen erweitert und durch seine brillanten Entdeckungen und mathematischen Ableitungen dauerhaft etabliert. Durch den Gebrauch von zwei ebenen Metallspiegeln, die in einem Winkel von nahezu 180° zueinander angeordnet waren, vermied er die in dem Experiment von Francesco Maria Grimaldi (1618–1663) durch die Verwendung von Blenden für die Lichttransmission auftretende Beugung. Dadurch konnte er auf überzeugende Art und Weise den Interferenzphänomenen in Übereinstimmung mit der Wellentheorie Rechnung tragen. Neben diesem Versuch ist Fresnel auch für seinen Interferenzversuch mit dem Biprisma bekannt geworden.
Mit François Arago studierte er die Gesetze der Interferenz von polarisierten Strahlen. Einige ihrer Ergebnisse fassten sie in 4 Aussagen zusammen, den Fresnel-Arago-Gesetzen. Er erzeugte zirkular polarisiertes Licht mit Hilfe eines Glasrhombus, bekannt als Fresnel-Rhombus, mit stumpfen Winkeln von 126° und spitzen Winkeln von 54°. Seine Arbeiten zu Fragen der Optik erfuhren während seiner Lebenszeit nur wenig öffentliche Anerkennung, und viele seiner Artikel wurden von der Académie des Sciences erst Jahre nach seinem Ableben gedruckt. Aber wie er 1824 an Young schrieb, war „die Sensibilität oder die Eitelkeit, die Liebe des Ruhms genannt wird“ in ihm abgestumpft. „All die Komplimente, die ich von Arago, Laplace und Biot erhalten habe, bereiteten mir nie so viel Vergnügen wie die Entdeckung der theoretischen Wahrheit, oder die Bestätigung einer Berechnung durch das Experiment.“
1969 wurde von französischer Seite vorgeschlagen, eine Einheit der Frequenz (ein Terahertz) ihm zu Ehren mit Fresnel zu benennen, dies wurde jedoch nie umgesetzt. Nach ihm ist die Fresnel-Zahl benannt, die ein Maß für die Stärke der Beugung an einer Blende angibt.
Fresnel ist unter den 72 Namen auf dem Eiffelturm verewigt.

## Philatelie
- In philatelistischer Würdigung der Leistung von Augustin Jean Fresnel gab die  französische Post mit Ausgabejahr 2019 eine Briefmarke im Wert von 1,05 €[2] heraus.

Briefmarke mit Bildnis von Augustin Fresnel, 2019

Link zum Bild

## Deonyme
Fresnels Name fand in folgende Begriffe (Deonyme) Eingang:
- Die Fresnel-Integrale sind spezielle uneigentliche Integrale.
- Die fresnelschen Formeln beschäftigen sich mit dem Reflexionsgrad elektromagnetischer Wellen.
- Fresnel-Linsen können mit wesentlich weniger Glas ebenso kurze Brennweiten erzeugen wie herkömmliche Linsen.
- Die Fresnel-Zonenplatte kann durch Beugung und Interferenz auch für Röntgenstrahlen eingesetzt werden.
- Die Fresnelzone beschreibt einen räumlichen Bereich zwischen Sende- und Empfangsantenne einer Funkstrecke.
- Der fresnelsche Biprismaversuch ist eine Versuchsanordnung zur Erzeugung von Interferenz von Lichtstrahlen aus einer divergenten Lichtquelle.
- Der fresnelsche Doppelspiegel erzeugt ebenfalls interferenzfähige Lichtstrahlen aus einer divergenten Lichtquelle.[3]
- 1969 schlug Frankreich Fresnel als Einheit für die Frequenz vor.
- Seit 1999 trägt der Asteroid (10111) Fresnel seinen Namen
- Die Rimae Fresnel auf dem Erdmond ist nach ihm benannt.
- Das fresnelsche Parallelepiped ist ein optisches Prisma, mit dem sich 45°-linear-polarisiertes Licht in zirkular-polarisiertes Licht umwandeln lässt.
- Der fresnelsche Mitführungskoeffizient diente der Berechnung der Lichtgeschwindigkeit in bewegten Medien.
- Die Fresnel-Zahl beschreibt, wie stark die Beugung eines Lichtstrahls an einer Blende ist.
- Das Fresnel-Prisma ist eine volumen- und massereduzierte Bauform eines optischen Prismas.
- Die Fresnel-Beugung ist eine Näherung des Beugungsintegrals für das Nahfeld.